# Áron Kibédi Varga
Áron Kibédi Varga, auch Áron Varga von Kibéd, Sandor Aron Varga (geboren 4. Februar 1930 in Szeged, Königreich Ungarn; gestorben 13. April 2018 in Freiburg im Breisgau) war ein ungarisch-niederländischer Literaturwissenschaftler, Romanist und Lyriker.

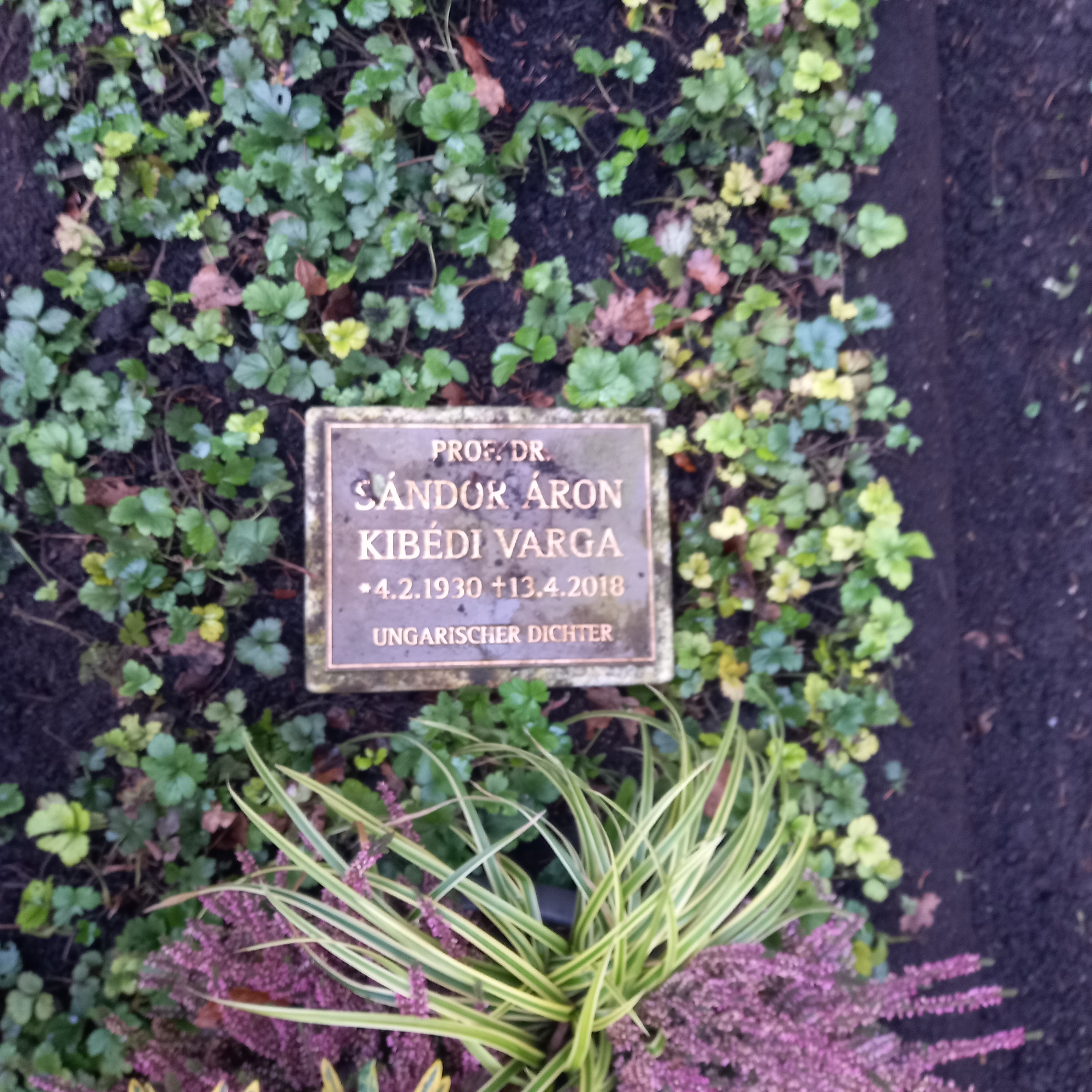
Das Grab von Áron Kibédi Varga auf dem Waldfriedhof (München)

## Leben
Áron Kibédi Varga war ein Sohn des ungarischen Philosophen Sándor Kibédi Varga. Die Familie flüchtete zu Ende des Zweiten Weltkriegs 1944 in den Westen nach Deutschland und gelangte in die Niederlande. Kibédi Varga studierte von 1948 bis 1954 an der Universität Leiden, an der er 1963 promoviert wurde, und außerdem an der Universität Amsterdam und an der Sorbonne.  
Er lehrte ab 1966 romanische Literatur an der Universität Amsterdam und an der Vrije Universiteit Amsterdam. Er wurde 1981 in die Königlich Niederländische Akademie der Wissenschaften (KNAW) aufgenommen. Nach der politischen Wende wurde er 1990 zum Mitglied der Ungarischen Akademie der Wissenschaften (MTA) ernannt. 
Kibédi Varga erhielt 1975 das Offizierskreuz des Ordre des Palmes Académiques, 1994 den Pro Cultura Hungarica Preis, er wurde 1994 in den Orden vom Niederländischen Löwen aufgenommen und erhielt 2015 das Komturkreuz des Ungarischen Verdienstordens. Kibédi Varga wurde 1993 zum Ehrendoktor der Universität Pécs ernannt.
Kibédi Varga schrieb Gedichte in ungarischer Sprache und veröffentlichte diese bis zur politischen Wende in Exilverlagen und danach in Ungarn. Im Alter zog er nach Freiburg im Breisgau.

## Schriften (Auswahl)
- Les constantes du poème: À la recherche d’une poétique dialectique, Den Haag : Van Goor, 1963
- De Dichter en de Dingen: Rede. Den Haag : Van Goor, 1967
- Rhétorique et littérature: Études de structures classiques. Paris : Didier, 1970
- De wetenschappelijkheid van literatuurwetenschap: Rede. Amsterdam: Vrije Universiteit, 1974
- Les constantes du poème : analyse du langage poétique. Vorwort Claude Pichois. Paris : Picard, 1977
- (Hrsg.): Théorie de la littérature. Paris : Picard, 1981
- Discourt, récit, image. Brüssel : Madarga, 1989
- Les poétiques du classicisme. Paris : Aux amateurs de livres, 1990
- Le classicisme, Paris : Seuil, 1998

Belletristik
- Szépen: Versek 1957–1989. 1991

## Auszeichnungen
- Officier des palmes académiques (1975)
- Orde van de Nederlandse Leeuw (1994)
- Pro Cultura Hungarica Emlékplakett (2000)
- A Magyar Érdemrend középkeresztje (2015)